# 森高千里 with tofubeats
森高千里 with tofubeats（もりたかちさとウィズトーフビーツ）は、森高千里とtofubeatsによる音楽ユニットである。

## 概要
若手トラックメイカーのtofubeatsが、以前より注目していた森高にコラボを依頼し実現した。最初は「tofubeats feat.森高千里」として「Don't stop the music」をリリースしたが、サマーソニック2014では、森高からのオファーで森高の楽曲をリミックスした事で「森高千里 with tofubeats」となった。後にサマソニのライブが好評であった事を受けて、クラブでサマソニステージを再現し、そのライブ風音源を「森高豆腐」というタイトルで配信限定で発売した事で、この2人のユニットも森高豆腐と呼ばれる様になった。